# Hedebosöm

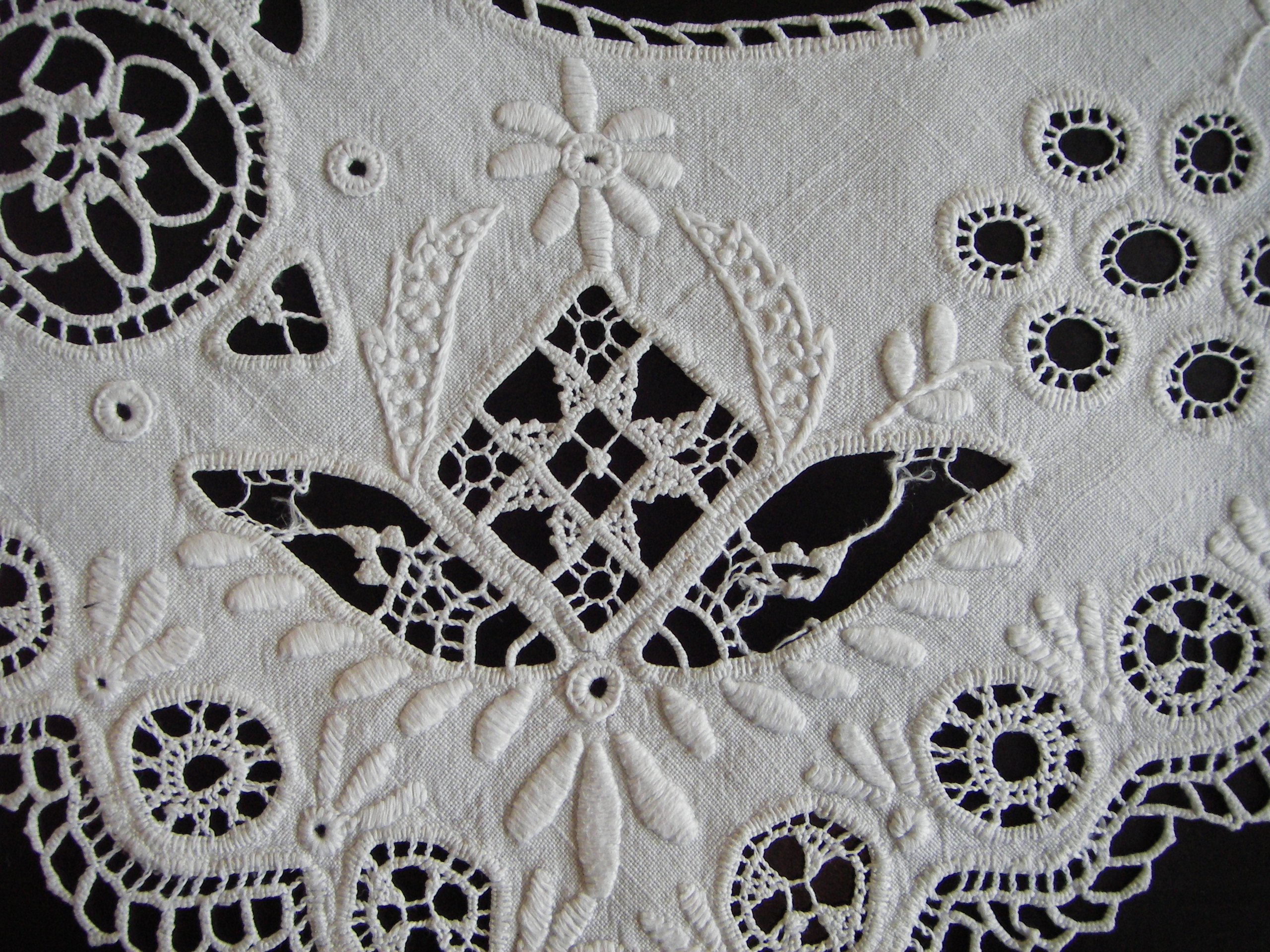
Hedebosöm från c:a 1855 - 1870

Hedebosöm är en slags vitbroderi, starkt besläktat med reticella.
Hedebosöm har länge brukats i Danmark i trakten kring Roskilde och Køge, den så kallade Heden, dit den spritts från liknande högreståndsbroderi. Hedebosöm syddes ursprungligen som utdragssöm, varvid 2 eller 3 trådar utdrogs i vardera riktningen, så att ett rutnät, även bestående av 2 eller 3 trådar kvarstod. Detta överkastades med täta stygn. I rutorna syddes små stjärnor av öppna knapphålsstygn. Mönstren utgjordes av starkt stiliserade motiv. Hedebosöm liknade då mycket det italienska punto tagliato.
Senare började Hedebosöm att sys med ett uppritat mönster, där större eller mindre hål utklipptes, kantades och fylldes med en spetssöm av knapphålsstygn. Bottentyget mellan hålen broderades även, men i plattsöm, så att hela mönstret utgjordes av stiliserade blad- och blomrankor. Hedebosöm brukades ursprungligen till att pryda dräkter och textila bohag som sänglinne, hängkläden med mera. Hedebosömmen stod i sitt flor omkring 1850.